# Cel alb, cel galben, cel negru
Cel alb, cel galben, cel negru (titlul original: în italiană Il bianco il giallo il nero) este un film western spaghetti de comedie, realizat în 1975 de regizorul Sergio Corbucci, după o povestire de Marcello Coscia și Antonio Troisa, protagoniști fiind actorii Giuliano Gemma, Tomas Milian, Eli Wallach și Manuel de Blas.

## Rezumat
Trei personaje bizare au pornit pe urmele calului sacru, poneiul „Shimme”, un cadou de la împăratul japonez supușilor săi care au emigrat în Occident, dar furat de cineva pentru a obține o răscumpărare. Cei trei sunt: sluga stângace Sakura cu visul de a deveni samurai („Galbenul”, născut din unirea unui american cu o „japposotta”, adică japoneză-prostituată), care avea sarcina de a avea grijă de animal și care de aceea trebuie să-l recupereze pentru a nu-și pierde onoarea.
Șeriful Black Jack („Cel negru”), celebru pentru simțul datoriei (dictat și de dorința de a petrece cât mai puțin timp cu soția sa petulantă, personaj care la rândul său deschide filmul cu un lung monolog de reproș în care sunt inserate comic titlurile diverselor Spaghetti Western), care trebuie să aducă răscumpărarea răpitorilor, elvețianul Blanc De Blanc („Albul”), un infractor mărunt (născut din unirea unui italian cu o „elvețiană”, neologism asemănător „japonezului”) care vrea să pună mâna pe banii răscumpărării.
După numeroase peripeți cu haiduci, indieni, soldați și alții, lucrurile nu vor merge așa cum plănuiseră, dar poneiul „Shimme” va fi pus în siguranță.

## Distribuție
- Giuliano Gemma – Blanc De Blanc, Il Bianco
- Tomas Milian – Sakura, Il Giallo
- Eli Wallach – Black Jack, Il Nero
- Manuel de Blas – maiorul Donovan
- Jacques Berthier – Butler
- Romano Puppo – Kelly
- Nazzareno Zamperla – sergentul cu Donovan
- Mirta Miller – roșcata din saloon
- Ideo Saito – Yamoto
- Frank Nuyen – consulul japonez
- Lorenzo Robledo – colonelul
- Dan Van Husen – vărul lui Donovan
- Cris Huerta – unu din Robson
- Edy Biagetti –
- Tito Garcia – unu din Robson
- Franco Tocci – un soldat pe tren
- Rafael Albaicin – Comanchero
- María Isbert – Clementine, soția lui Black Jack
- Lorenzo Piani
- Carla Mancini –
- Giovanni Petrucci
- Pietro Torrisi – indianul

## Lansare
Filmul Cel alb, cel galben, cel negru a avut premiera în Italia pe data de 17 ianuarie 1975.
În România premiera filmului a avut loc la data de 3 mai 1976 la cinematografele „Scala”, „Festival” și „Modern”  din capitală.